# 太田登
太田 登（おおた のぼる、1947年（昭和22年）4月19日 - ）は、日本近代文学研究者。専門は『明星』を中心とした明治・大正期の短歌。天理大学名誉教授。

## 略歴
奈良県奈良市生まれ。1971年天理大学文学部国文学国語学科卒業。1977年立教大学大学院博士課程修了。1978年天理大学文学部専任講師、1983年助教授、1993年教授。2002年から1年間、中国文化大学（台湾）に交換教授として赴任。2005年「近代短歌史の研究」で立命館大学より文学博士の学位を取得。2008年停年退職、名誉教授。2009年国立台湾大学教授。

## 著書
- 『啄木短歌論考 抒情の軌跡』八木書店、1991
- 『日本近代短歌史の構築 晶子・啄木・八一・茂吉・佐美雄』八木書店、2006
- 『与謝野寛晶子論考 寛の才気・晶子の天分』八木書店古書出版部、2013

### 共編著
- 『現代詩 作品と資料』玉井敬之、近藤計三、福地邦樹共著 桜楓社、1989
- 『漱石作品論集成 第1巻　吾輩は猫である』浅野洋共編 桜楓社、1991
- 『漱石作品論集成 第6巻　それから』万田務、木股知史共編 桜楓社、1991